# Prospectors
Prospectors (от англ. prospectors «золотоискатели») — браузерная игра-стратегия жанра MMORTS (массовая многопользовательская онлайновая стратегия в реальном времени). созданная командой разработчиков из Украины. Действие происходят на Диком западе во времена Золотой лихорадки. Используются технологии блокчейн и смарт-контрактов, весь игровой процесс децентрализованный, каждое действие записывается в блокчейн. Игра имитирует реальные экономические отношения и использует внутриигровую криптовалюту. Распространена во многих странах.

## Игровой процесс

### Сюжет
Экосистема Prospectors представляет собой массовую многопользовательскую экономическую стратегию в реальном времени, в которой каждый игрок имеет возможность построить свой онлайн-бизнес. Золотодобыча — это главный сюжет, вокруг которого формируются все экономические и торговые отношения. К другим сферам предпринимательства можно отнести добычу наземных и подземных ресурсов, строительство, ремонт и апгрейды всех зданий, переработка ресурсов, производство товаров и продукции, своя бригада работников, услуги по перевозках, собственный магазин, кофейня или свой банк. В игре реализовано соревнование игроков между собой — аукцион земельных участков, в котором можно ставить ставку на интересующий вас лот и перебивать ставку соперника.
Исследование месторождений золота — является важным моментом, в котором игроки соревнуются между собой.
За порядком в игре следит шериф. В тюрьму можно попасть за нарушение правил игры (ботоводство).

### Экономика игры
Экономика игры построена на среднесуточной заработной плате игроков, от которой зависят все процессы в игре, все действия в игре монетизированы. Игрок сам определяет, сколько золота он готов платить за минуту работы или за километр транспортировки. Таким же образом определяются цены товаров. Рентабельность определяется правильно просчитанной экономикой действий. Каждый выбирает и развивает свой бизнес по своему усмотрению: майнинг золота, добыча наземных и подземных ресурсов, строительство зданий и их модернизация, ремонт зданий после периодического износа, производство разных товаров и комплектующих, своя бригада работников, личный магазин, созданный для продажи или закупки товаров и ресурсов.

## Создание игры
Будущие создатели Prospectors, Назар Червинский и Андрей Маслиевич считают, что в её основе лежит соединение идеи игры Травиан, о многочисленном сообществе игроков, постоянно взаимодействующих между собой на огромной игровой карте, с технологией блокчейн и криптовалют. Уникальной особенностью Prospectors должна была стать возможность монетизации игрового времени с полной децентрализацией. Штаб основной команды находится в городе Львов, Украина, команда насчитывает 15 человек.
Разработка программного кода для игры Prospectors началась в 2017 году. В текущей версии игра находится в стадии Бета-тестирования. Публичный запуск игры на блокчейне EOS (WILD WEST) состоялся 26 июня 2019 года, на блокчейне WAX(YUKON) — 4 декабря 2019 года.
Запуск первого временного сервера на блокчейне EOS(TOMBSTONE) состоялся 30 сентября 2020 года.
Временный WAX мир(Eagle City) — запуск 20 января 2021 года.
Программный код проекта закрыт. Информации об обнаружении критических ошибок кода и уязвимостей не было. Для соединения блокчейнов EOS и WAX было создано мост-мигратор для перемещения внутриигровой валюты. Сложностью для разработчиков стала борьба с мультиаккаунтами, это потянуло за собой множество дополнительных доработок и тяжёлых решений, таких как капча, например. Поскольку Prospectors браузерная игра, ожидается выход на IOS и Android.
Игра Prospectors изучается на предмет возможности применения в учебном процессе обучения технологии блокчейн. Об этом влиянии было выяснено значительно позднее, на основании отзывов пользователей, которые сообщали о том, что благодаря игре они открыли для себя совершенно новый мир технологий.
По мере развития проекта отмечалось появление и быстрый рост коммьюнити на разных языках. По признанию разработчиков, множество идей и разрабатываемых механик было получено со стороны сообщества. Через несколько месяцев после релиза появилось официальное обучающее видео, позволяющее новичкам быстрее освоить игру на практике.

## Оценки и мнения

### Обзоры и мнения
Блокчейн индустрия восприняла Prospectors преимущественно положительно. Авторы обзоров хорошо отозвались о децентрализации, многопользовательском режиме, графике, разнообразии экономических отношений. Игрокам очень понравилась симметрия игровых механик с реальным миром. Блокчейн издание Cointelegraph публиковало статьи характеризующие игру Prospectors на блокчейне WAX как одно из крупнейших децентрализованных приложений (DAPP). Экономику игры описали во всех источниках как практически идеально сбалансированную, благодаря заложенной в основу формуле на базе средней заработной платы. Особое внимание участники игрового процесса обратили на ботоводство в игре, на что разработчики отреагировали введя сертификацию работников и капчу. Многие игроки охарактеризовали Prospectors, как довольно сложную для восприятия игру, несмотря на то что существует множество руководств и видео инструкций.

### Рейтинги и отзывы
Рейтинговые площадки dappradar.com, dapp.review и bloks.io, специализирующиеся на блокчейн-приложениях, относят Prospectors в тройку лидеров по количеству уникальных игроков на блокчейне EOS, а на блокчейне WAX — ставят на первое место. Все рейтинги формируются из данных блокчейнов.
Децентрализованная платформа Revain, которая специализируется на обзорах блокчейн проектов, определила DAPP Prospectors на четвёртое место в мире среди всех игр на блокчейне.

### Сторонние приложения
Коммьюнити создаёт сторонние вспомогательные приложения для удобства и минимизации игровых процессов. Так преподаватель одного из университетов Санкт-Петербурга, Иван Казменко, разработал аналитическое приложение для игры Prospectors. Игрок под ником tothejupiter разработал аналитический калькулятор для расчёта рентабельности экономических процессов.